# Burgruine Falkenburg (Seligenthal)
Die Burgruine Falkenburg, auch Falkenstein genannt, ist eine abgegangene Höhenburg bei Seligenthal, Ortsteil von Floh-Seligenthal im Landkreis Schmalkalden-Meiningen in Thüringen.

## Lage
Die Burgstelle liegt an der Hohen Straße von Schmalkalden durch den Haderholzgrund zum Rennsteig auf einem markanten Porphyrfelsen mit einem im Osten angrenzenden rechteckigen Wall ca. 2000 m nordöstlich von Seligenthal über dem Tal des Tambacher Wassers.

## Geschichte
Die frühgeschichtliche Fliehburg wurde wahrscheinlich zum Schutz der alten Handelsstraße errichtet. Sie diente als zeitweise Zuflucht der Bewohner verstreuter Siedlungen am Westhang der drei Hühnberge, wie Hugesdambach oder der Molmersbacher. Einen urkundlichen Nachweis gibt es bis heute nicht. Eine Datierung der Anlage ist bisher unbekannt. 1227 war sie vermutlich Rastplatz des Landgrafen Ludwig von Thüringen in Begleitung seiner Gemahlin Elisabeth auf deren Weg von der Wartburg zum Abschied in Schmalkalden am Hessenhof.
Die Anlage bestand aus einer Palisade umgeben von einem mit Wasser gefüllten Schutzgraben germanischer Bauart. Sie bildete eine rechteckige Anlage, der im Westen der Felsblock des Falkenburgsteins integriert war.

## Heutige Nutzung
Von der ehemaligen Burganlage sind noch Wall- und Grabenreste erhalten. Die Anlage wurde vom Thüringischen Landesamt für Denkmalpflege und Archäologie als Bodendenkmal unter Schutz gestellt.